# Battaglia del Campo del Pane
La battaglia del Campo del Pane, venne combattuta il 13 ottobre 1479 presso il fiume Maros, sulle pianure del Campo del Pane (in tedesco: Brodfeld o Brotfeld, ungherese: Kenyérmező, rumeno: Câmpul Pâinii), vicino all'attuale Șibot (Romania) tra le forze del Regno d'Ungheria (siculi e sassoni di Transilvania) e suoi alleati, i ribelli serbi e valacchi contro quelle dell'Impero ottomano.
Lo scontro, ricordato poi come il più sanguinoso mai combattuto in Transilvania fino a quel tempo, arrise alle forze ungheresi che guadagnarono preziose posizioni nel loro secolare conflitto contro i turchi.
Della battaglia esiste una cronaca di Antonio Bonfini.

## Preludio
Dalla sua ascesa al trono ungherese nel 1458, re Mattia combatté contro i turchi e nel 1463 occupò le parti settentrionali della Bosnia. Tuttavia, questa non fu una guerra su vasta scala.
I predoni turchi attaccarono più volte la Transilvania e la Vojvodina tra il 1474 e il 1475. Gli attacchi portarono allo spopolamento di alcune zone e ad alcuni villaggi abbandonati dai loro abitanti.
Dopo la guerra ottomano-veneziana (1463–79) nella primavera del 1479, un grande esercito ottomano si riunì sotto Szendrő (oggi Smederevo, Serbia). Quando Re Mattia fu allertato, secondo il testamento di Miklós Pozsegai, fatto a Garignica (11 luglio), ordinò a Stefano V Báthory, il Voivodo della Transilvania e il suo generale Pál Kinizsi a mobilitarsi.
L'esercito ottomano entrò in Transilvania il 9 ottobre, vicino a Kelnek (Câlnic), guidato da Ali Koca Bey. Gli Akıncı attaccarono alcuni villaggi, fattorie e  città mercatos, facendo prigionieri un certo numero di ungheresi, valacchi e sassoni. Il 13 ottobre Koca Bey allestì il suo accampamento nel Campo del pane (Kenyérmező) vicino a Zsibót. Koca Bey fu obbligato a partecipare alla campagna dall'insistenza di Basarab Ţepeluş cel Tânăr, un principe valacco, che portò lui stesso 1 000-2 000 fanteria alla causa.
I turchi continuarono a saccheggiare e a fare prigionieri, mentre Báthory e Kinizsi si preparavano a partire contro i turchi.

## Gli eserciti
La forza numerica dell'esercito ottomano è in discussione; una stima li giudicava 60 000, mentre fonti ungheresi li collocavano più vicini a 30 000 Jan Długosz, il famoso cronista polacco, stimò che le forze ottomane fossero state 100 000 uomini d'arme, ma  Matthias Corvinus stimò nelle sue lettere che ci fossero 43-45 000 soldati ottomani e valacchi. Un numero più probabile per le forze ottomane era compreso tra 620mila soldati e 1 000-2 000 valacchi. L'esercito ottomano era quasi interamente composto da Akıncı, Rumelian Sipahi e Azap, con alcuni Giannizzeri e forse alcuni cannoni. L'impresa ottomana non fu uno sforzo bellico a tutti gli effetti, ma piuttosto un'incursione molto consistente: la più grande spedizione incontrata dalla Transilvania durante un secolo di conflitti turco-ungheresi.
L'esercito di Kinizsi era composto da forze Ungheresi, Székelys, Serbi, Sassoni della Transilvania e alcuni volontari Valacchi. Questi ultimi erano comandati da Basarab Laiotă "cel Bătrân", lett. "il Vecchio", ex sovrano della Valacchia e acerrimo rivale di Basarab "cel Tânăr", lett. "il Giovane". Di conseguenza, il Basarab più giovane insisteva sull'uguaglianza con il più anziano, con solo uno che poteva accedere al trono della Valacchia. Le forze cristiane combinate ammontavano a circa 12 000-15 000 uomini. A giudizio di alcuni, Polacchi, Moldavi, Russi, Lituani, Tedeschi e Boemi erano in parte a conoscenza della battaglia, ma questo è piuttosto difficile da dimostrare.

## Battaglia
Il 9 ottobre l'esercito turco entrò in Ungheria e iniziò le incursioni. Báthory attese finché i turchi non si stancarono di marciare e razziare, e una volta che gli ottomani ebbero raccolto troppo bottino per muoversi abbastanza velocemente, li attaccò il 13 ottobre.
Entrambi gli eserciti erano composti da tre colonne. Il fianco destro dell'esercito ungherese era guidato da Kinizsi, il sinistro era la cavalleria leggera serba al comando di Vuk Grgurević e  Demetrius Jakšić con i Sassoni e le forze di Báthory al centro. Sul lato ottomano, Koca Bey prese il fianco sinistro, Isa Bey il centro e Malkoch Oglu il fianco destro.
La battaglia è iniziata nel pomeriggio. Báthory cadde da cavallo e gli Ottomani quasi lo catturarono, ma un nobile chiamato Antal Nagy portò via il voivoda. Dopo essersi uniti alla battaglia, gli Ottomani erano presto in ascesa, ma Kinizsi attaccò i turchi con la cavalleria pesante ungherese e 900 serbi sotto Jakšić assistiti da numerosi cortigiani del re. Ali Bey Mihaloğlu è stato costretto a ritirarsi. Kinizsi si mosse lateralmente per distruggere vigorosamente il centro turco e in breve tempo anche Isa Bey si ritirò. I pochi turchi sopravvissuti al massacro fuggirono sulle montagne, dove la maggior parte fu uccisa dagli uomini locali. L'eroe della battaglia fu Pál Kinizsi, il leggendario generale ungherese e un uomo dalla forza erculea al servizio di Matthias Corvinus Armata Nera d'Ungheria.

## Conseguenze
Le perdite ottomane furono estremamente elevate con diverse migliaia di uomini uccisi, tra cui Malkoçoğlu e Isa Bey insieme a due bey e un migliaio di loro alleati valacchi.